# Laxmannia squarrosa
Laxmannia squarrosa är en sparrisväxtart som beskrevs av John Lindley. Laxmannia squarrosa ingår i släktet Laxmannia och familjen sparrisväxter. Inga underarter finns listade i Catalogue of Life.